# Латгава
Латгава, Latgawa — индейский народ, живший в долине Роуг на юго-западе штата Орегон рядом с родственным народом такелма, вместе с которым говорили на изолированном языке такелма. Самоназвание «латгава» означает «живущие на возвышенности». Соседнее племя кламатов называло их Walumskni.

## История
Исторические земли племени латгава находились в долине в верховьях реки Роуг в штате Орегон к востоку от бывшей резервации Тейбл-Рок, близ современного города Джексонвилл. Вместе с другими племенами, жившими на реке Роуг, они объединялись в Племя реки Роуг, однако после войн на реке Роуг 1856 года это большое племя распалось на Конфедерацию племён Силец и Конфедерацию племён орегонской общины Гранд-Ронд, которые переселились в названные по их именам индейские резервации Силец и Гранд-Ронд. Некоторые из индейцев избежали переселения, ускользнув от белых, и продолжали скитаться в родных местах.
Многим из латгава удалось спастисть во время войн на реке Роуг благодаря помощи дружественных племён — кламатов, блэкфутов, не-персе и суквомишей.

## В настоящее время
Считается, что племя латгава исчезло в конце XX века, хотя в настоящее время существует группа, именующая себя племенем латгава, но не признанная Бюро по делам индейцев. Эта группа претендует на исторические земли племени латгава, ссылаясь на договоры с племенем 1853 и 1854 годов.